# 知本温泉
知本温泉（ちぽんおんせん）は台湾台東県卑南郷にある温泉。知本渓沿いに3ヶ所の湧出地があり、知本外温泉（温泉橋付近）と知本内温泉（知本森林遊楽区付近）に分けられ、もう一つの湧出地は、晴山南東の知本渓の河床にある。
知本外温泉は知本渓の下流にあり、駅や道路からも近いことから、早くから温泉旅館などが立ち並び、逆に知本内温泉は山中にありアクセスも容易ではないことから開発がやや遅れていた。現在では知本外温泉も知本内温泉も開発によって範囲が広がり、一つの温泉街につながりつつある。

## アクセス
台湾鉄路管理局南廻線の知本駅が最寄り駅となる。鼎東客運が台東転運站発知本駅経由森林遊樂区行きバスを運行している。
駅から7km離れており路線バスの本数が少ないので、宿送迎車またはタクシーも選択肢に入れたほうが良い。

## 泉質
炭酸水素ナトリウム泉で、泉温は最高で約95度、pH8.5、炭酸イオン約627～1,816ppm、ナトリウムイオン約419～951ppm。

## 歴史
原住民の卑南族は、かなり早くから知本温泉の存在を知っており、健康促進の効能があることも知っていた。日本統治時代には、政府によって公衆浴場が設置されるとともに、「台湾東部一の美景」という栄誉を受けた。